# Structure pyramidale des ligues de football au Maroc
La structure pyramidale du football au Maroc désigne le système de classement officiel des ligues et divisions du football marocain.

## Structure des championnats Masculin
| Niveau | Championnat                                                                    | Championnat                                                                    | Championnat                                                                    | Championnat                                                                    | Championnat                                                                      | Championnat                                                                      | Championnat                                                                      | Championnat                                                                      | Championnat                                                                  | Championnat                                                                  | Championnat                                                                  | Championnat                                                                  | Championnat                                                               | Championnat                                                               | Championnat                                                               | Championnat                                                               |
| ------ | ------------------------------------------------------------------------------ | ------------------------------------------------------------------------------ | ------------------------------------------------------------------------------ | ------------------------------------------------------------------------------ | -------------------------------------------------------------------------------- | -------------------------------------------------------------------------------- | -------------------------------------------------------------------------------- | -------------------------------------------------------------------------------- | ---------------------------------------------------------------------------- | ---------------------------------------------------------------------------- | ---------------------------------------------------------------------------- | ---------------------------------------------------------------------------- | ------------------------------------------------------------------------- | ------------------------------------------------------------------------- | ------------------------------------------------------------------------- | ------------------------------------------------------------------------- |
| 1      | Botola 1 · 16 clubs · Statut professionnel · 2 relégués                        | Botola 1 · 16 clubs · Statut professionnel · 2 relégués                        | Botola 1 · 16 clubs · Statut professionnel · 2 relégués                        | Botola 1 · 16 clubs · Statut professionnel · 2 relégués                        | Botola 1 · 16 clubs · Statut professionnel · 2 relégués                          | Botola 1 · 16 clubs · Statut professionnel · 2 relégués                          | Botola 1 · 16 clubs · Statut professionnel · 2 relégués                          | Botola 1 · 16 clubs · Statut professionnel · 2 relégués                          | Botola 1 · 16 clubs · Statut professionnel · 2 relégués                      | Botola 1 · 16 clubs · Statut professionnel · 2 relégués                      | Botola 1 · 16 clubs · Statut professionnel · 2 relégués                      | Botola 1 · 16 clubs · Statut professionnel · 2 relégués                      | Botola 1 · 16 clubs · Statut professionnel · 2 relégués                   | Botola 1 · 16 clubs · Statut professionnel · 2 relégués                   | Botola 1 · 16 clubs · Statut professionnel · 2 relégués                   | Botola 1 · 16 clubs · Statut professionnel · 2 relégués                   |
| 2      | Botola 2 · 16 clubs · Statut professionnel · 2 promus 2 relégués               | Botola 2 · 16 clubs · Statut professionnel · 2 promus 2 relégués               | Botola 2 · 16 clubs · Statut professionnel · 2 promus 2 relégués               | Botola 2 · 16 clubs · Statut professionnel · 2 promus 2 relégués               | Botola 2 · 16 clubs · Statut professionnel · 2 promus 2 relégués                 | Botola 2 · 16 clubs · Statut professionnel · 2 promus 2 relégués                 | Botola 2 · 16 clubs · Statut professionnel · 2 promus 2 relégués                 | Botola 2 · 16 clubs · Statut professionnel · 2 promus 2 relégués                 | Botola 2 · 16 clubs · Statut professionnel · 2 promus 2 relégués             | Botola 2 · 16 clubs · Statut professionnel · 2 promus 2 relégués             | Botola 2 · 16 clubs · Statut professionnel · 2 promus 2 relégués             | Botola 2 · 16 clubs · Statut professionnel · 2 promus 2 relégués             | Botola 2 · 16 clubs · Statut professionnel · 2 promus 2 relégués          | Botola 2 · 16 clubs · Statut professionnel · 2 promus 2 relégués          | Botola 2 · 16 clubs · Statut professionnel · 2 promus 2 relégués          | Botola 2 · 16 clubs · Statut professionnel · 2 promus 2 relégués          |
| 3      | National · 16 clubs · Statut amateur · 2 promus 2 relégués                     | National · 16 clubs · Statut amateur · 2 promus 2 relégués                     | National · 16 clubs · Statut amateur · 2 promus 2 relégués                     | National · 16 clubs · Statut amateur · 2 promus 2 relégués                     | National · 16 clubs · Statut amateur · 2 promus 2 relégués                       | National · 16 clubs · Statut amateur · 2 promus 2 relégués                       | National · 16 clubs · Statut amateur · 2 promus 2 relégués                       | National · 16 clubs · Statut amateur · 2 promus 2 relégués                       | National · 16 clubs · Statut amateur · 2 promus 2 relégués                   | National · 16 clubs · Statut amateur · 2 promus 2 relégués                   | National · 16 clubs · Statut amateur · 2 promus 2 relégués                   | National · 16 clubs · Statut amateur · 2 promus 2 relégués                   | National · 16 clubs · Statut amateur · 2 promus 2 relégués                | National · 16 clubs · Statut amateur · 2 promus 2 relégués                | National · 16 clubs · Statut amateur · 2 promus 2 relégués                | National · 16 clubs · Statut amateur · 2 promus 2 relégués                |
| 4      | Amateurs I (Groupe Nord) · 16 clubs · Statut amateur · 1 promu 2 relégués      | Amateurs I (Groupe Nord) · 16 clubs · Statut amateur · 1 promu 2 relégués      | Amateurs I (Groupe Nord) · 16 clubs · Statut amateur · 1 promu 2 relégués      | Amateurs I (Groupe Nord) · 16 clubs · Statut amateur · 1 promu 2 relégués      | Amateurs I (Groupe Nord) · 16 clubs · Statut amateur · 1 promu 2 relégués        | Amateurs I (Groupe Nord) · 16 clubs · Statut amateur · 1 promu 2 relégués        | Amateurs I (Groupe Nord) · 16 clubs · Statut amateur · 1 promu 2 relégués        | Amateurs I (Groupe Nord) · 16 clubs · Statut amateur · 1 promu 2 relégués        | Amateurs I (Groupe Sud) · 16 clubs · Statut amateur · 1 promu 2 relégués     | Amateurs I (Groupe Sud) · 16 clubs · Statut amateur · 1 promu 2 relégués     | Amateurs I (Groupe Sud) · 16 clubs · Statut amateur · 1 promu 2 relégués     | Amateurs I (Groupe Sud) · 16 clubs · Statut amateur · 1 promu 2 relégués     | Amateurs I (Groupe Sud) · 16 clubs · Statut amateur · 1 promu 2 relégués  | Amateurs I (Groupe Sud) · 16 clubs · Statut amateur · 1 promu 2 relégués  | Amateurs I (Groupe Sud) · 16 clubs · Statut amateur · 1 promu 2 relégués  | Amateurs I (Groupe Sud) · 16 clubs · Statut amateur · 1 promu 2 relégués  |
| 5      | Amateurs II (Groupe Nord Est) · 16 clubs · Statut amateur · 1 promu 4 relégués | Amateurs II (Groupe Nord Est) · 16 clubs · Statut amateur · 1 promu 4 relégués | Amateurs II (Groupe Nord Est) · 16 clubs · Statut amateur · 1 promu 4 relégués | Amateurs II (Groupe Nord Est) · 16 clubs · Statut amateur · 1 promu 4 relégués | Amateurs II (Groupe Nord Ouest) · 16 clubs · Statut amateur · 1 promu 4 relégués | Amateurs II (Groupe Nord Ouest) · 16 clubs · Statut amateur · 1 promu 4 relégués | Amateurs II (Groupe Nord Ouest) · 16 clubs · Statut amateur · 1 promu 4 relégués | Amateurs II (Groupe Nord Ouest) · 16 clubs · Statut amateur · 1 promu 4 relégués | Amateurs II (Groupe Sahara) · 14 clubs · Statut amateur · 1 promu 2 relégués | Amateurs II (Groupe Sahara) · 14 clubs · Statut amateur · 1 promu 2 relégués | Amateurs II (Groupe Sahara) · 14 clubs · Statut amateur · 1 promu 2 relégués | Amateurs II (Groupe Sahara) · 14 clubs · Statut amateur · 1 promu 2 relégués | Amateurs II (Groupe Sud) · 16 clubs · Statut amateur · 1 promu 4 relégués | Amateurs II (Groupe Sud) · 16 clubs · Statut amateur · 1 promu 4 relégués | Amateurs II (Groupe Sud) · 16 clubs · Statut amateur · 1 promu 4 relégués | Amateurs II (Groupe Sud) · 16 clubs · Statut amateur · 1 promu 4 relégués |
| 6      | 11 ligues régionales Statut amateur                                            | 11 ligues régionales Statut amateur                                            | 11 ligues régionales Statut amateur                                            | 11 ligues régionales Statut amateur                                            | 11 ligues régionales Statut amateur                                              | 11 ligues régionales Statut amateur                                              | 11 ligues régionales Statut amateur                                              | 11 ligues régionales Statut amateur                                              | 11 ligues régionales Statut amateur                                          | 11 ligues régionales Statut amateur                                          | 11 ligues régionales Statut amateur                                          | 11 ligues régionales Statut amateur                                          | 11 ligues régionales Statut amateur                                       | 11 ligues régionales Statut amateur                                       | 11 ligues régionales Statut amateur                                       | 11 ligues régionales Statut amateur                                       |